# Cláudio Cerqueira Bastos
Cláudio Cerqueira Bastos, conhecido como Claudão (Comendador Venâncio, 24 de janeiro de 1919 - Itaperuna, 16 de janeiro de 2011), foi um político brasileiro filiado ao Partido da Social Democracia Brasileira.
Ele morreu aos 92 anos de idade, vítima de pneumonia, quando exercia o mandato de prefeito do município de Itaperuna, sendo considerado o prefeito mais idoso do Brasil na época de seu falecimento.